# Acaray
Acaray, également connu sous le nom de Forteresse d'Acaray, est un site archéologique situé dans la vallée de la Huaura, sur la côte centrale du Pérou (Norte Chico). 

## Situation
La forteresse d'Acaray est située sur les sommets de trois collines, chacune entourée d'un certain nombre de murs défensifs, munis de Parapets et de Bastions. Ceux-ci témoignent de la nature militaire du site. Autour des forteresses, placées sur les hauteurs, on trouve, dans les parties basses des zones d'occupation et de vastes cimetières, qui ont été massivement pillés.

## Histoire des fouilles
C'est l'archéologue allemand Hans Horkheimer qui est le premier à avoir attiré l'attention sur Acaray, en écrivant un article sur le sujet, en 1962, dans le magazine péruvien Caretas, publié à Lima. L'appelant Fortaleza de Huaura (Forteresse de Huaura), il estime qu'Acaray est une vraie forteresse, à l'inverse du site voisin, et beaucoup mieux connu, de Paramonga (appartenant à la culture Chimu), dans la vallée de la rivière Pativilca, dont la nature défensive était discutée. Horkheimer note l'abondance, sur la surface du site, des galets polis par la rivière, qui ont probablement été utilisés comme projectiles ou pierres de fronde.
Au cours des années 1970, l'intérêt pour Acaray s'accroît et le premier chantier de fouilles archéologiques est entrepris dans la forteresse. L'archéologue péruvienne Mercédes Cárdenas, de l'Institut Riva Agüero, mène des fouilles à Acaray,  dans le cadre d'un projet plus vaste destiné à comprendre l'utilisation passée des ressources marines sur la côte péruvienne et d'obtenir des datations au carbone 14. Elle dirige une équipe qui étudie la vallée de Huaura et fouille plusieurs sites, dont la forteresse d'Acaray. À la même époque, l'archéologue péruvien Arturo Ruiz Estrada, de l'Université Nationale José Faustino Sánchez Carrión, et l'ingénieur péruvien Domingo Torero visitent la forteresse et rédigent un compte-rendu détaillé, décrivant les caractéristiques architecturales du site.
En 2004, l'archéologue américaine Margaret Brown Vega, de l'Université de l'Illinois à Urbana-Champaign, entreprend des recherches à Acaray. La réalisation de la cartographie intensive, l'analyse de surface et les fouilles durent deux ans.

## Datation
La destruction presque totale des quartiers bas crée des difficultés pour la datation de la forteresse et la résolution de la question de son identité culturelle. Un grand nombre de poteries rouge-noir de la culture Chancay a été trouvé dans la forteresse, mais la forteresse elle-même, à en juger par d'autres résultats, a été construite beaucoup plus tôt, pendant la période de l'empire Huari.

## Occupation du site
Durant l'Horizon récent, Acaray est occupée de façon permanente. C'est un établissement fortifié, avec des structures cérémonielles sur les sommets. Pendant la Dernière période intermédiaire, son occupation est intermittente. Des offrandes et des dépôts cérémoniels faits durant la reconstruction du fort et à l'occasion de visites périodiques prouvent que les communautés locales vivent, à cette époque, sous la menace des guerres et utilisent Acaray comme refuge.